# Lijst van rijksmonumenten in de Bloemstraat
Een overzicht van de 26 rijksmonumenten in de stad Amsterdam gelegen in de Jordaan in de Bloemstraat.
| Object                                                                                   | Oorspronkelijke functie? | Bouwjaar                                          | Architect    | Locatie           | Coördinaten?                  | Nr.?   | Afbeelding                                                                   |
| ---------------------------------------------------------------------------------------- | ------------------------ | ------------------------------------------------- | ------------ | ----------------- | ----------------------------- | ------ | ---------------------------------------------------------------------------- |
| Pand met ingezwenkte halsgevel met schilden met schaaf en troffel in de volutenafdekking | Gebouw                   | 1737                                              |              | Bloemstraat 9-11  | 52° 22' 28" NB, 4° 52' 56" OL | 586    | Meer afbeeldingen                                                            |
| Huis met klokvormige top op de gevel                                                     | Gebouw                   | 18e/19e eeuw                                      |              | Bloemstraat 13    | 52° 22' 27" NB, 4° 52' 56" OL | 587    | Meer afbeeldingen                                                            |
| Huis, vanwege de natuurstenen onderdelen van de klokvormige top                          | Gebouw                   | derde kwart 18e eeuw                              |              | Bloemstraat 19I   | 52° 22' 27" NB, 4° 52' 56" OL | 588    | Meer afbeeldingen                                                            |
| Pand met gevel onder rechte lijst                                                        | Gebouw                   | 18e of eerste helft 19e eeuw                      |              | Bloemstraat 23    | 52° 22' 27" NB, 4° 52' 55" OL | 589    | Meer afbeeldingen                                                            |
| Pand met gevel onder rechte lijst met twee consoles                                      | Gebouw                   | 1724                                              |              | Bloemstraat 25    | 52° 22' 27" NB, 4° 52' 55" OL | 590    | Meer afbeeldingen                                                            |
| Pand met gevel onder rechte lijst                                                        | Gebouw                   | 18e/19e eeuw                                      |              | Bloemstraat 27    | 52° 22' 27" NB, 4° 52' 54" OL | 591    | Meer afbeeldingen                                                            |
| huis met gevel onder rechte lijst en op moderne pui                                      | Gebouw                   | midden 19e eeuw                                   |              | Bloemstraat 41    | 52° 22' 27" NB, 4° 52' 53" OL | 593    | Meer afbeeldingen                                                            |
| Pand met ingezwenkte halsgevel                                                           | Gebouw                   | 18e/19e eeuw                                      |              | Bloemstraat 61    | 52° 22' 26" NB, 4° 52' 50" OL | 595    | Meer afbeeldingen                                                            |
| Huis met klokgevel waarvan de top incompleet is                                          | Gebouw                   | vermoedelijk 17e eeuw (kern) 18e eeuw (klokgevel) |              | Bloemstraat 65    | 52° 22' 26" NB, 4° 52' 50" OL | 596    | Meer afbeeldingen                                                            |
| Pand met halsgevel met gedeelde vleugelstukken en palmet in de afdekking                 | Gebouw                   | eerste of tweede helft 18e eeuw                   |              | Bloemstraat 123A  | 52° 22' 25" NB, 4° 52' 45" OL | 597    | Pand met halsgevel met gedeelde vleugelstukken en palmet in de afdekking     |
| Pand met ingezwenkte halsgevel gedateerd onder de krullen                                | Gebouw                   | 1765                                              |              | Bloemstraat 189   | 52° 22' 23" NB, 4° 52' 37" OL | 598    | Meer afbeeldingen                                                            |
| School gebouwd in eclectische stijl                                                      | Onderwijs en wetenschap  | 1853                                              | Hendrik Hana | Bloemstraat 191   | 52° 22' 23" NB, 4° 52' 37" OL | 518376 | School gebouwd in eclectische stijl                                          |
| Pand met gevel waarvan de bekroning tot een punttopje is afgekloofd                      | Gebouw                   | mogelijk 18e eeuw                                 |              | Bloemstraat 4     | 52° 22' 28" NB, 4° 52' 57" OL | 599    | Meer afbeeldingen                                                            |
| Pand met klokgevel onder rollagen                                                        | Gebouw                   | eerste helft 19e eeuw                             |              | Bloemstraat 6     | 52° 22' 28" NB, 4° 52' 57" OL | 600    | Meer afbeeldingen                                                            |
| Pand met klokgevel onder rollagen                                                        | Gebouw                   | eerste helft 19e eeuw                             |              | Bloemstraat 8     | 52° 22' 28" NB, 4° 52' 57" OL | 601    | Meer afbeeldingen                                                            |
| Pand met ingezwenkte halsgevel met getorst randprofiel en palmet in de volutenafdekking  | Gebouw                   | 1736                                              |              | Bloemstraat 32    | 52° 22' 28" NB, 4° 52' 55" OL | 602    | Meer afbeeldingen                                                            |
| Pand met puntgevel met halsje onder gebogen afdekking                                    | Woonhuis                 | eerste helft 18e eeuw                             |              | Bloemstraat 36    | 52° 22' 28" NB, 4° 52' 55" OL | 603    | Meer afbeeldingen                                                            |
| Pand met gevel waarvan de punttop in de huidige vorm niet origineel is                   | Gebouw                   | waarschijnlijk 17e eeuw (gevel)                   |              | Bloemstraat 40A   | 52° 22' 27" NB, 4° 52' 54" OL | 604    | Meer afbeeldingen                                                            |
| Hoekhuis met vlakke trapgevel                                                            | Gebouw                   | mogelijk ca. 1650                                 |              | Bloemstraat 42    | 52° 22' 27" NB, 4° 52' 54" OL | 605    | Meer afbeeldingen                                                            |
| Hoekhuis met halsgevel met geruite gedeelde vleugelstukken en een palmet in de afdekking | Gebouw                   | eerste of tweede kwart 18e eeuw                   |              | Bloemstraat 44    | 52° 22' 27" NB, 4° 52' 53" OL | 606    | Meer afbeeldingen                                                            |
| Pand met ingezwenkte halsgevel                                                           | Gebouw                   | derde kwart 18e eeuw                              |              | Bloemstraat 48    | 52° 22' 27" NB, 4° 52' 53" OL | 607    | Meer afbeeldingen                                                            |
| Huis met latere gevel, bekroond door een klokvormige top onder rollagen                  | Gebouw                   | 17e/19e eeuw                                      |              | Bloemstraat 50    | 52° 22' 27" NB, 4° 52' 52" OL | 608    | Meer afbeeldingen                                                            |
| Pand met halsgevel met gedeelde vleugelstukken                                           | Gebouw                   | 1737                                              |              | Bloemstraat 114 I | 52° 22' 26" NB, 4° 52' 47" OL | 609    | Meer afbeeldingen                                                            |
| Pand met puntgevel                                                                       | Gebouw                   | 17e of 18e eeuw (kern)                            |              | Bloemstraat 118   | 52° 22' 26" NB, 4° 52' 46" OL | 610    | Meer afbeeldingen                                                            |
| Pand met halsgevel met gedeelde vleugelstukken en drie uilen in de afdekking             | Gebouw                   |                                                   |              | Bloemstraat 152   | 52° 22' 25" NB, 4° 52' 42" OL | 611    | Pand met halsgevel met gedeelde vleugelstukken en drie uilen in de afdekking |
| Pak- of werkhuis met imponerende hoge ingezwenkte halsgevel                              | Gebouw                   | derde kwart 18e eeuw                              |              | Bloemstraat 188A  | 52° 22' 24" NB, 4° 52' 39" OL | 613    | Pak- of werkhuis met imponerende hoge ingezwenkte halsgevel                  |